# 8 Horas de Portimão
Las 8 Horas de Portimão es una carrera de resistencia para los hypercars de Le Mans y los coches de gran turismo llevados a cabo en el Autódromo Internacional do Algarve en Algarve, Portugal. Su primera carrera será el 13 de junio de 2021 como la segunda ronda de la Temporada 2021 del Campeonato Mundial de Resistencia de la FIA.

## Historia
El Autódromo Internacional do Algarve se construyó en 2008 y ha sido sede de carreras de la European Le Mans Series con las 4 Horas de Portimão. En enero de 2021, se anunció que la pista albergaría la primera ronda del Campeonato Mundial de Resistencia FIA de 2021, reemplazando a la ronda cancelada en Sebring. El 26 de febrero de 2021 se confirmó que la carrera se desarrollaría a puerta cerrada. La carrera estaba inicialmente programada para tener lugar del 2 al 4 de abril de 2021, pero luego se reprogramó como la segunda carrera de la temporada, que ahora se celebrará del 11 al 13 de junio de 2021.

## Ganadores
| Año  | Pilotos                                         | Automóvil           | Escudería           | Campeonato                                  |
| ---- | ----------------------------------------------- | ------------------- | ------------------- | ------------------------------------------- |
| 2021 | Sébastien Buemi Kazuki Nakajima Brendon Hartley | Toyota GR010 Hybrid | Toyota Gazoo Racing | Campeonato Mundial de Resistencia de la FIA |